# Estación de Soneja
Soneja es un apeadero ferroviario situado en el municipio español de Soneja en la provincia de Castellón, Comunidad Valenciana. Pertenece a la red de Adif. Forma parte de la línea C-5 de Cercanías Valencia.

## Situación ferroviaria
Está situada en el punto kilométrico 244,6 de la línea 610 de la red ferroviaria española que une Zaragoza con Sagunto por Teruel, a 286,20 metros de altitud. El kilometraje se corresponde con el histórico trazado entre Calatayud y Valencia, tomando la primera como punto de partida. El tramo es de vía única y está sin electrificar.

## Historia
La estación fue puesta en funcionamiento el 15 de mayo de 1898 con la apertura del tramo Segorbe-Sagunto de la línea que pretendía unir Calatayud con Valencia. Las obras corrieron a cargo de la Compañía del Ferrocarril Central de Aragón.
En 1941, con la nacionalización de los ferrocarriles de ancho ibérico, la estación pasó a ser gestionada por RENFE. En 1958 la estación ya estaba integrada en el servicio de Cercanías de Valencia, formando parte de la línea Mora de Rubielos-Valencia. 
Desde el 31 de diciembre de 2004 Adif es la titular de las instalaciones.

## La estación
El edificio de viajeros y en general la estación se encuentran en un estado muy bueno de conservación. Consta de una sola altura y seis vanos por costado. El edificio de viajeros es muy similar al de las estaciones de Maluenda-Velilla, Báguena, Calamocha-Vega, Caminreal (Central de Aragón), Monreal del Campo, Santa Eulalia del Campo, Sarrión, Mora de Rubielos, Rubielos de Mora, Jerica-Viver, Caudiel y Navajas.
A la estación se le retiró la vía de apartado, pero no el andén, quedando en apeadero con dos andenes y una única vía principal.

## Servicios ferroviarios

### Cercanías
Forma parte de la línea C-5 de Cercanías Valencia. La frecuencia media es de tres trenes diarios. De los tres trenes sentido Sagunto, uno continúa hasta Valencia-Norte.
| procedencia/destino | < estación     | Línea | estación >     | destino/procedencia |
| ------------------- | -------------- | ----- | -------------- | ------------------- |
| Valencia-Norte      | Algimia-Ciudad |       | Segorbe-Ciudad | Caudiel             |